# Torysi

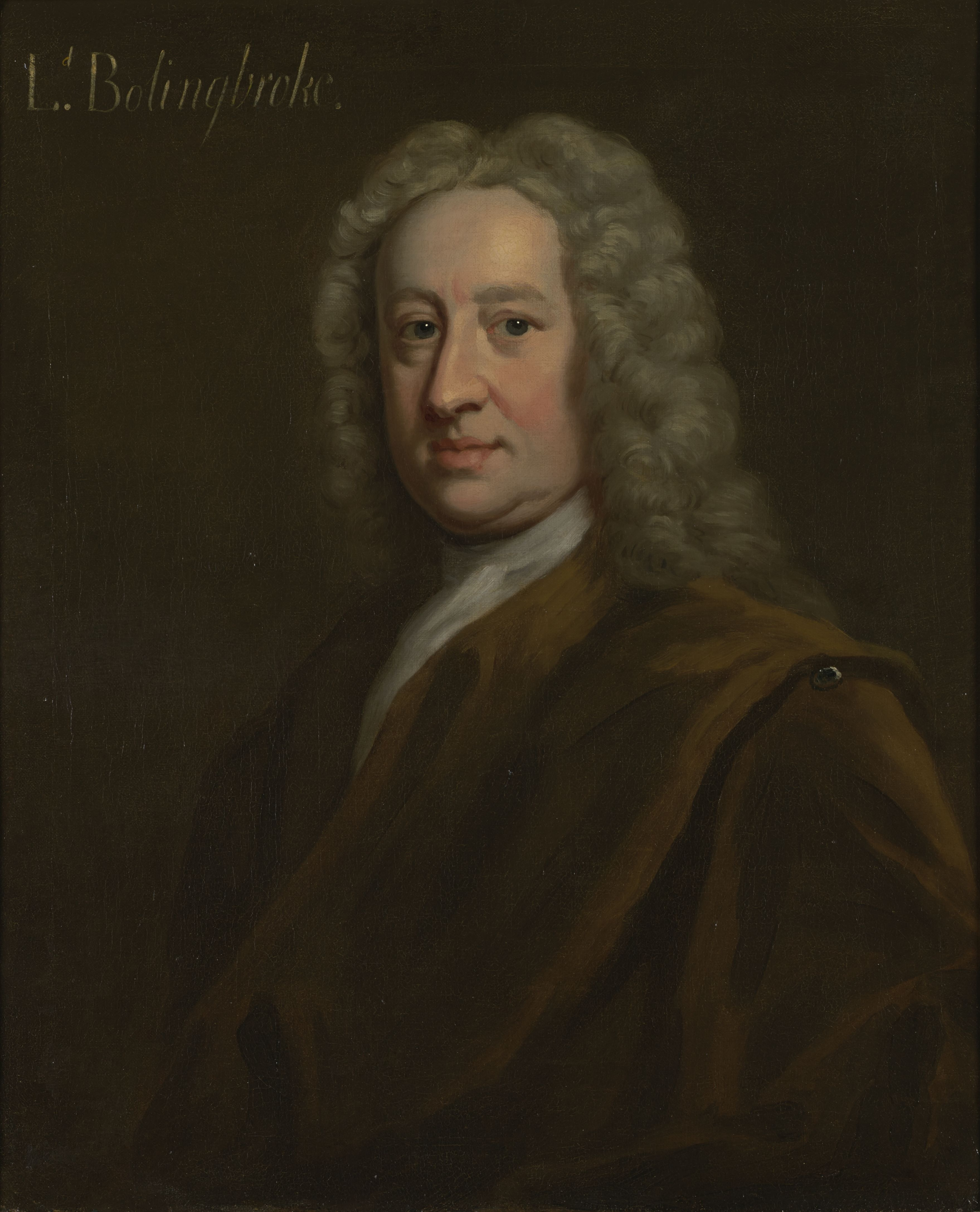
Henry St John, 1. wicehrabia Bolingbroke

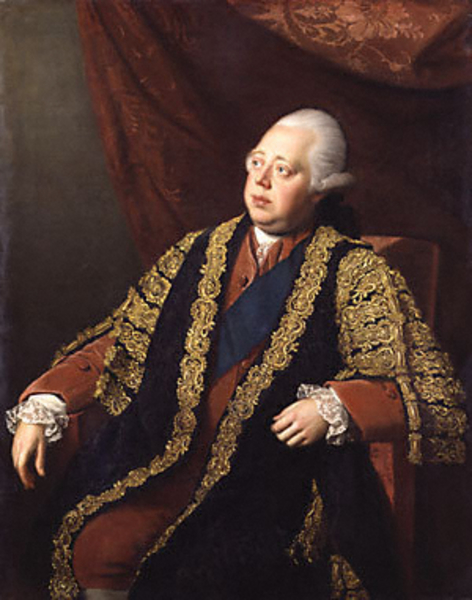
Frederick North, lord North

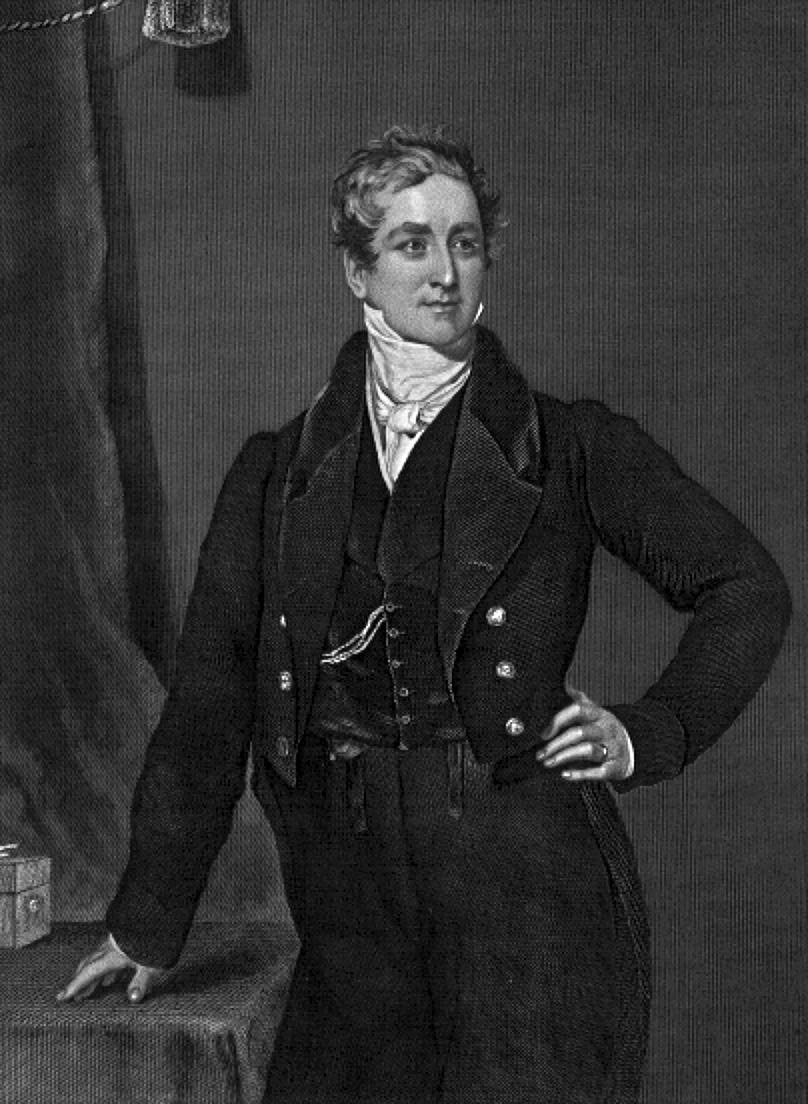
Robert Peel

Torysi (ang. Tories, l. poj. Tory) – angielskie ugrupowanie polityczne powstałe w końcu XVII wieku. Wyraziciele interesów ziemiaństwa, dworu, Kościoła. W opozycji do wigów. Wywodzi się z niego brytyjska Partia Konserwatywna, której członków nadal określa się potocznie torysami.

## XVII wiek
Początkowa, mniej formalna nazwa członków tej partii brzmiała Abhorrers. Abhorrers – „oburzający się” – tak nazywano posłów oburzonych postulatami petycjonistów (petitioners), by ograniczyć władzę królewską. Jeszcze pod koniec panowania Karola II Stuarta zaczęto ich nazywać Tories (tory było określeniem irlandzkiego zbója). Irlandczycy jako katolicy byli ulubionymi poddanymi Karola II oraz (w szczególności) jego następcy – kryptokatolika Jakuba II Stuarta. W 1688–1689 roku torysi i wigowie wspólnie obalili Stuartów, lecz gdy tylko zaczął panować Wilhelm III Orański, odżyły dawne animozje.

## XVIII wiek
W latach 1710–1714 torysi: Henry St John, 1. wicehrabia Bolingbroke, i Robert Harley, 1. hrabia Oxford i Mortimer sprawowali władzę w Wielkiej Brytanii.
W latach trzydziestych XVIII wieku torysi: William Wyndham i Henry St John, 1. wicehrabia Bolingbroke wsparli akcję tak zwanych Patriot Boys (należeli do niej też wigowie, jak William Pulteney) wymierzoną w rząd Walpole’a. Natomiast lata 1714–1760 to w historiografii brytyjskiej „Supremacja Wigów”.
Dopiero w roku 1762 władzę objął torys John Stuart, 3. hrabia Bute, lecz musiał on ustąpić w roku następnym. W roku 1770 król Jerzy III Hanowerski przeforsował powstanie parlamentu torysowskiego, którym kierował 1770–1782 Frederick North, lord North. Niepowodzenie, jakim zakończyła się dla Brytyjczyków amerykańska wojna o niepodległość, doprowadziła do jego upadku.

## XIX wiek
Od grudnia 1783 roku, kiedy władzę przejął William Pitt Młodszy, torysi rządzili nieprzerwanie do roku 1830.
Od roku 1834 torysi zwani są Partią Konserwatywną. Nazwę tę wymyślił sir Robert Peel, torys pierwszej połowy XIX wieku.